# ひつじ書房
株式会社ひつじ書房（ひつじしょぼう）は、日本の学術出版社。「対話とコミュニケーションを考え、学術研究と市民知をつなぐ出版社」をスローガンにしており、同社ホームページのトップページ上にこのスローガンが示されている。

## 特徴
- 1990年（平成2年）2月に創業[1]。出版当時、現代日本語の研究者はいるものの、学会としては日本語史の研究が主流であり、それらの研究を出版する出版社がほとんどない状況のなか、現代日本語研究の教科書を出版したことが、本社誕生の経緯となったという[3]。
- 日本語学・言語学など、言語についての研究を主に刊行している[4]。とりわけ言語学の分野では、刊行した研究書が新村出賞を4年連続で受賞するなどの実績がある。また日本語教育や英語教育に関する研究書のほか、日本語の教科書も刊行している。
- 英文での学術書も多数刊行しているとともに、欧米での学術書の流通に取り組んでいる[注 1]。
- 日本語学、言語学に限らず、文学研究、文化研究、認知科学など、文理を越えた言語や文化や情報に関わる研究者を対象に「研究書出版」相談のためのオープンオフィスを開催している[5]。
- 神戸市岡本に同名の児童書店があるが、本項目のひつじ書房とは無関係である。また、かつて存在していた出版社の一つである羊書房と混同されることがあるが、そちらとも無関係である。
- 2018年、第34回出版梓会出版文化賞特別賞を受賞。

## 創業者
- 創業者は松本功[1][3]。学術出版社おうふうにて、5年間、編集・製作・営業面での経験を積み、1990年（平成2年）に独立、創業した[6]。
- おうふう時代に『ケーススタディ日本文法』、『日本語概説』、『日本語教授法』などを企画担当した。著書に『ルネッサンスパブリッシャー宣言』、『税金を使う図書館から税金を作る図書館へ』がある。
- ビジネス支援図書館の発起人メンバーの一人であり、1998年（平成10年）には投げ銭システムという名称の少額決済システムが必要であるということを提唱した。
- 言語学出版社フォーラムの発起人の一人である。
- 朝日新聞の「ひと欄」にて取り上げられたことがある。
- 青空文庫の最初のバナー広告出稿社であるとともに、機器メーカーの閲覧端末に準拠することが前提となっている。
- 電子書籍には批判的である。

## 会社情報
所在地 〒112-0011 東京都文京区千石2-1-2 大和ビル2F

## 沿革
- 1990年（平成2年）2月 - 創業[1]。
- 1991年（平成3年）2月 - 日本語研究叢書刊行開始。1巻目は『日本語動詞の諸相』（村木新次郎）
- 1993年（平成5年）10月 - ひつじ研究叢書（言語編）刊行開始。1巻目は『方言地理学の展開』（徳川宗賢）
- 1994年（平成6年）5月 - 未発選書刊行開始。1巻目は『フィクションの機構』（中村三春）
- 1995年（平成7年）3月 - 文科系学術出版社としては初めてHPを持つ。
- 1998年（平成10年）10月 - 『インターネット快適読書術』（富田倫生）出版とともに株式会社ボイジャーと提携し、T-Timeを書店で発売する。
- 1998年（平成10年）11月 - 言語学出版社フォーラムを7社で立ち上げる。
- 2000年（平成12年）12月 - ビジネス支援図書館推進協議会を立ち上げる。
- 2005年（平成17年）10月 - 有限会社から株式会社となる。
- 2006年（平成18年） - シリーズ言語学と言語教育、刊行開始。1巻目は『日本語複合動詞の習得研究』（松田文子）
- 2006年（平成18年） - Hituzi Linguistics in English刊行開始。1巻目は『Lexical Borrowing and its Impact on English』（Makimi Kimura-Kano）
- 2010年（平成22年） - 20周年を記念して「ひつじ意味論講座」「21世紀日本文学ガイドブック」刊行開始。

## 出版物（シリーズ・講座もの）
- 『認知言語学論考』（2025年1月時点で、No.18まで刊行）
- 『ひつじ研究叢書（言語編）』（2024年12月時点で、第207巻まで刊行）
- 『シリーズ言語学と言語教育』（2024年11月時点で、第45巻まで刊行）
- 『講座　言語研究の革新と継承』（全8巻）
- Hituzi Linguistics in English（2024年11月時点で、No.39まで刊行）
- 『国際交流基金　日本語教授法シリーズ』（全14巻）
- 『ひつじ研究叢書（文学編）』（2025年3月に第18巻観刊行予定）

上記の他、シリーズ、講座もの以外の書籍（学術書、一般書）も数多く出版している。毎年、春と秋に、新刊・近刊目録『未発ジュニア版』（冊子版・PDF版）が発行され、刊行物の近刊・新刊情報他が掲載されている。
ひつじ書房のホームページでは、ひつじ書房ウェブマガジン「未草」も連載されていて、2025年1月の連載で第57回を数える。